# Glycaspis occidentalis
Glycaspis occidentalis är en insektsart som först beskrevs av M.E. Solomon 1936.  Glycaspis occidentalis ingår i släktet Glycaspis och familjen rundbladloppor. Inga underarter finns listade i Catalogue of Life.